# Alija Behmen
Alija Behmen (Split, 25. prosinca 1940. – Sarajevo, 31. srpnja 2018.) bivši je gradonačelnik Sarajeva i član Socijaldemokratske partije Bosne i Hercegovine. Bio je premijer Federacije Bosne i Hercegovine 2001. – 2003. godine.
Diplomirao je, magistrirao i doktorirao ekonomiju na Sveučilištu u Sarajevu. Također je bio profesor na Sveučilištu u Sarajevu.